# Власов Йосип Тимофійович
Власов Йосип Тимофійович (30 березня 1916, с. Колбишево, нині Омська область — 1989) — Герой Соціалістичної Праці. Бригадир копальні «Ленінський» тресту «Якутзолото» Якутського раднаргоспу. Депутат Верховної Ради Якутської АРСР.

## Біографічні відомості
Народився в 1916 році в селянській родині в селі Колбишево (сьогодні - Омська область). З 1930 року працював у місцевому колгоспі «13 років РСЧА». З 1933 року проживав в Якутії. Працював на будівництві дороги в селищі Чульман. З 1935 року працював кочегаром, машиністом драги на копальні тресту «Якутзолото». Брав участь у Другій світовій війні. Після демобілізації повернувся в Якутію, де продовжив працювати на копальні «Ленінський». Пізніше очолював бригаду.
У 1960 році бригада Йосипа Власова достроково виконала завдання шостої п'ятирічки (1956-1960). Указом Президії Верховної Ради СРСР від 9 червня 1961 за видатні досягнення в розвитку кольорової металургії удостоєний звання Героя Соціалістичної Праці з врученням ордена Леніна і золотої медалі «Серп і Молот».
Обирався депутатом Верховної Ради Якутської АРСР і делегатом XXIII з'їзду КПРС.
Помер у 1989 році.